# Extenuosodalis abdomicaulis
Extenuosodalis abdomicaulis là một loài tò vò trong họ Ichneumonidae.